# Zosterops citrinella
Zosterops citrinella е вид птица от семейство Zosteropidae.